# Gonzalo Díaz
Gonzalo Díaz, vollständiger Name Gonzalo Lizardo Díaz Cúneo, (* 14. April 1966 in Fray Bentos) ist ein ehemaliger uruguayischer Fußballspieler.

## Karriere

### Verein
Defensivakteur Díaz gehörte mindestens seit 1985 den Montevideo Wanderers an und stand von 1986 bis 1989 in deren Kader in der Primera División.

### Nationalmannschaft
Díaz nahm mit der uruguayischen U-20-Auswahl an der U-20-Südamerikameisterschaft 1985 in Paraguay teil. Das uruguayische Team belegte dort den vierten Rang. Im Verlaufe des Turniers wurde er von Trainer Aníbal Gutiérrez Ponce sechsmal (kein Tor) eingesetzt.
Er war auch Mitglied der A-Nationalmannschaft Uruguays, für die er zwischen dem 29. März 1987 bis zu seinem letzten Einsatz am 19. Juni 1987 drei Länderspiele absolvierte. Ein Länderspieltor erzielte er nicht. Bei diesen drei Länderspielen ist das 1:1-Unentschieden endende Duell mit Brasilien am 24. April 1987 enthalten, das als Olympiaqualifikationsspiel geführt wird. Mit der „Celeste“ nahm er an der Copa América 1987 teil und gewann den Titel.

### Erfolge
- Copa América: 1987